# 訟師
訟師（しょうし）とは、前近代中国において、民の訴訟を支援し、訴状の代筆などを請け負った人々。江戸時代日本の公事師、現代の弁護士（中国語では律師）に近い。訟棍、嘩徒などともいう。

## 訟師とは
訟師は科挙に挫折した知識人層が多かった。法廷弁論はせず、識字能力が低い庶民の訴状の代筆や、相手方から入手した示談金などで生計を立てた。勝訴のために事実を脚色・捏造する場合もあった。抗租運動における図頼（地主への反抗運動）の支援もした。体制側からは公認されておらず、争いを助長するトラブルメーカーと見なされ、たびたび摘発・処罰の対象となった。
南宋の『名公書判清明集』、清の『紅楼夢』『大清律例』、檔案や官箴書、清末民初の『申報』『点石斎画報』など多くの史料に、訟師にあたる人々への言及がある。古くは西周時代に同様の人々がいたことが『周礼』や金文資料から窺える。春秋時代の鄧析も同様の活動をしていた。
「訟師秘本」と総称される訟師用のマニュアル本や、「悪訟師」を主人公にした小説（平襟亜『中国悪訟師』）も書かれた。
体制側の法律家である幕友とライバル関係にあった。幕友もまた科挙受験生が多く、訟師が幕友に転業した例もあった。
清末民初になると、西洋由来の弁護士（律師）や単純な代書屋に取って代わられた。
似た存在に、日本の公事師、イギリスのソリシター、イスラム世界のワキールなどがいるが必ずしも同じでない。
訟師の実態は曖昧な点が多い。夫馬進の説では、才智をもって民を助ける英雄的存在だった。一方、唐澤靖彦の説では、マニュアル通りに働くだけの代書屋だった。寺田浩明の説では、どちらも事実の一端を示しており、前者が上級の訟師で「訟師秘本」の著者、後者が下級の訟師で「訟師秘本」の読者だった。夫馬進は、訟師が生まれた要因として、体制側の問題（強い書面審理主義や無訟主義）を指摘している。
21世紀には、中国の歴史ドラマ『天地に問う Under the Microscope』や『春うらら金科玉条』に訟師が登場する。

### 関連文献
- グレゴリウス山田『十三世紀のハローワーク 中世実在職業解説本』一迅社、2017年。ISBN 978-4-7580-3255-1。（「訟師」204f頁）